# Травис Фимел
Травис Фимел (енгл. Travis Fimmel, рођен 15. јула 1979. у Викторији, Аустралија) је аустралијски глумац и модел најпознатији по улози Рагнара Лодброка у серији Викинзи на каналу History и Андуин Лотара у филму Warcraft из 2016. године.